# Chingisiin Oyunchimeg
Chingisiin Oyunchimeg (mongolo:  Чингисийн Оюунчимэг; 31 maggio 1985) è un calciatore mongolo, difensore dell'Ulaanbaatar Mon-Uran.

## Carriera

### Club
Ha giocato in patria con l'Ulaanbaatar Mon-Uran.

### Nazionale
Ha debuttato in Nazionale il 22 febbraio 2003, in Macao-Mongolia. Ha collezionato in totale, con la maglia della Nazionale, 5 presenze.

## Statistiche

### Cronologia presenze e reti in Nazionale
| Cronologia completa delle presenze e delle reti in nazionale ― Mongolia | Cronologia completa delle presenze e delle reti in nazionale ― Mongolia | Cronologia completa delle presenze e delle reti in nazionale ― Mongolia | Cronologia completa delle presenze e delle reti in nazionale ― Mongolia | Cronologia completa delle presenze e delle reti in nazionale ― Mongolia | Cronologia completa delle presenze e delle reti in nazionale ― Mongolia | Cronologia completa delle presenze e delle reti in nazionale ― Mongolia | Cronologia completa delle presenze e delle reti in nazionale ― Mongolia |
| Data                                                                    | Città                                                                   | In casa                                                                 | Risultato                                                               | Ospiti                                                                  | Competizione                                                            | Reti                                                                    | Note                                                                    |
| ----------------------------------------------------------------------- | ----------------------------------------------------------------------- | ----------------------------------------------------------------------- | ----------------------------------------------------------------------- | ----------------------------------------------------------------------- | ----------------------------------------------------------------------- | ----------------------------------------------------------------------- | ----------------------------------------------------------------------- |
| 22-2-2003                                                               | Hong Kong                                                               | Macao                                                                   | 2 – 0                                                                   | Mongolia                                                                | Qual. Coppa dell'Asia orientale 2003                                    | -                                                                       | 88’                                                                     |
| 24-2-2003                                                               | Hong Kong                                                               | Mongolia                                                                | 2 – 0                                                                   | Guam                                                                    | Qual. Coppa dell'Asia orientale 2003                                    | -                                                                       |                                                                         |
| 26-2-2003                                                               | Hong Kong                                                               | Taipei cinese                                                           | 4 – 0                                                                   | Mongolia                                                                | Qual. Coppa dell'Asia orientale 2003                                    | -                                                                       |                                                                         |
| 28-2-2003                                                               | Hong Kong                                                               | Hong Kong                                                               | 10 – 0                                                                  | Mongolia                                                                | Qual. Coppa dell'Asia orientale 2003                                    | -                                                                       |                                                                         |
| 3-12-2003                                                               | Malé                                                                    | Maldive                                                                 | 12 – 0                                                                  | Mongolia                                                                | Qual. Mondiali 2006                                                     | -                                                                       | 69’                                                                     |
| Totale                                                                  |                                                                         | Presenze                                                                | 5                                                                       |                                                                         | Reti                                                                    | 0                                                                       |                                                                         |